# Салма (река, впадает в Нюкки)
Салма — река в России, протекает по территории Амбарнского сельского поселения Лоухского района и Лоухского городского поселения Лоухского района Республики Карелии. Длина реки — 14 км.
Река берёт начало из озера без названия на высоте 89,8 м над уровнем моря и далее течёт преимущественно в западном направлении.
Река в общей сложности имеет десять малых притоков суммарной длиной 14 км.
Салма протекает озёра (от истока к устью): Корпиярви, Сельгоярви (Малое Паново), Малое Паново (залив Грязный) Заднее (Нейтиярви) и Кирпичное. Также к бассейну Салмы относятся озёра Тачкюнаярви (Тучкан), Паново и Грязное.
Впадает на высоте 88,6 м над уровнем моря в озеро Нюкки, через которое течёт река Кереть, впадающая в Белое море.
В среднем течении Салма пересекает трассу Р21 («Кола»).
Код объекта в государственном водном реестре — 02020000712102000001745.